# Meienreuss
Meienreuss är ett vattendrag i Schweiz. Det ligger i den centrala delen av landet, 90 km öster om huvudstaden Bern.
Trakten runt Meienreuss består i huvudsak av gräsmarker. Runt Meienreuss är det glesbefolkat, med 17 invånare per kvadratkilometer.